# Roberto Delli Ponti
Roberto Delli Ponti (Pulsano, 1904 – ...) è stato un calciatore italiano, di ruolo difensore.Il suo unico gol in Prima Divisione lo realizzò in Inter-Legnano giocata il 18 dicembre 1921 sul campo di via Goldoni. Il gol valse il pareggio 2-2 per l'Inter, in un'annata molto difficile.

## Statistiche

### Presenze e reti nei club
| Stagione        | Club            | Campionato      | Campionato | Campionato |
| Stagione        | Club            | Comp            | Pres       | Reti       |
| --------------- | --------------- | --------------- | ---------- | ---------- |
| 1921-1922       | Inter           | Prima Divisione | 3          | 1          |
| Totale Inter    | Totale Inter    |                 | 3          | 1          |
| Totale carriera | Totale carriera |                 | 3          | 1          |